# Борислав Михаиловић
Борислав Бора Михаиловић (Горњи Ступањ, 13. август 1899 – Београд, 5. април 1992) био је српски глумац, писац, редитељ, позоришни педагог и један од оснивача Крушевачког позоришта. Због његових глумачких и прегалачких квалитета, у Крушевачком позоришту је установљена Награда за изузетан допринос позоришном животу "Бора Михаиловић".

## Биографија

###### Образовање
Борисав Бора Михаиловић рођен је у учитељској породици. У Крушевцу је завршио основну школу и гимназију, а у Београду Немачки језик и књижевност на Филозофском факултету. Током студија је био полазник и Глумачко-балетске школе, у њеној првој класи од 1921. до 1923. године заједно са чувеним глумцима: Даром Милошевић, Лепосавом Петровић, Миланом Ајвазом и Матом Милошевићем.
Глуму је ова класа учила од Михаила Исаиловића, Пере Добриновића (чувара пламена Алексе Бачванског), а Режију и Психологију глуме са практичним вежбама од Јурија Љвовича Ракитина. Дипломе им је потписао Бранислав Нушић, као члан испитне комисије и начелник Уметничког одељења при министарству просвете.

###### Глума и режија - од хобија до професије
По завршетку студија, Михаиловић неко време остаје у Београду као члан Драме Народног позоришта. Пошто се повредио приликом пробе за представу Машкарате испод купља Иве Војновића, бива дуже одсутан са сцене, да би напослетку коначно напустио Београд и вратио се у Крушевац.
У Крушевцу почетком 1925. године постаје суплент немачког језика у крушевачкој гимназији и члан Фигиниог позоришта. Ово аматерско позориште је водио Драгослав Васиљевић Фига, свестрани уметник и колега – професор из гимназије.
1928—1929. године ради као професор гимназије у Штипу и постаје члан тамошњег позоришта, а 1930—1932. године је професор гимназије у Котору и члан Бококоторског позоришта.
Борислав Бора Михаиловић се крајем 1932. године за стално враћа у Крушевац, где поново ради као професор гимназије. Тада приступа и Соколском удружењу где упоредо постаје члан драмске секције Соколско позориште. Оснивач овог позоришта, Миодраг Наупарац, био је и његов руководилац. Поред Михаиловића и Наупарца чланови Соколског позоришта били су још: Лека Бошњанац, Брана Јанковић, Буда Павловић, Брана Шпадијер, Љубица Николић и други. Овде је Михаиловић поред глумачког позива такође био редитељ.
Управо од ове сцене развиће се касније, 1946. године, прво веће, стабилније и организованије професионално – Крушевачко позориште, чији ће управник, редитељ и првак драме бити сам Борислав Бора Михаиловић. Иако су почеци настојања да се у Крушевцу, граду са једва постојећом театарском културом, изнедри модерни драмски израз и студиозна карактеризација ликова чији је зачетник и прегалац у том смислу био чувени Драгослав Васиљевић Фига, тек са Михаиловићевим позоришним устројством, створено је постојано позориште специфичне уметничке аутентичности.
Михаиловић је играо у око две стотине улога, а на сцени је имао преко четири хиљаде наступа. Његове значајније улоге су:
Митке (Коштана Боре Станковића), Тома (Свет Бранислава Нушића), Потколесин (Женидба Николаја Васиљевича Гогоља), Јона (Мирни људи Ирвина Шоа), Харпагон (Молијеров Тврдица), Арган (Молијеров Уображени болесник), Прохор (Васја Железнова Максима Горког), Ломов (Просидба Антона Павловича Чехова), Ленгдон (Дубоко корење – Џејмс Гоу и Арно Д’Исо.), Деда (Засједе Расима Филиповића), Милија (Сеоска учитељица Светолика Ранковића), Папа Наско (Дорћолска посла Илија Станојевић Чича), Ђорђе ( Два наредника или пример пријатељства Август Малард [Auguste Maillard] и Д'Абињи [Théodore Baudouin d'Aubigny], Алекса (Хајдук Станко Јанка Веселиновића), Дулитл (Пигмалион Џорџ Бернард Шо), Џон Бартвик (Сребрна кутија Џон Голсворти), Сорин (Галеб Антона Чехова), Диранден (Чергашки живот Анри Мирже и Теодор Баријер) и друге.

###### Педагошки рад
Михаиловић је уопште био познат по окупљању аматера и откривању талентованих глумаца са којима је касније радио. Неки од њих су: Миодраг Петровић Чкаља, Ђуза Стојиљковић, Бата Паскаљевић, Милан Пузић, Олга Станисављевић, Зорица Стефановић, Сима Крстовић, Мирослав Петровић, Милорад Ђорговић, Душан Ђорђевић Верговић, Божа Савићевић, Воја Мирић, Влада Милосављевић, Ташко Начић, Дара Стојиљковић, Љиља Лукић, Власта Радовановић, Живко Вукојевић и др.

###### Драматург и редитељ
У улози редитеља, иако није пристајао на импровизацију, поштовао је интуицију и уметничку експресију самих глумаца. Није се бавио теоријом нити изграђивао постулате успешне глуме, већ је допуштао пракси да изнедри оно најдубље из самих ликова на сцени. У том смислу је био редитељ-форшпила.
Михаиловић је као редитељ поставио око стотину комада а од тога је највећи број његових режија изведен на крушевачкој сцени. Неке од њих су:
- Нушићеве комедије: Народни посланик, Госпођа министарка, Протекција, Др, Свет, Обичан човек, Покојник, Сумњиво лице.
- Стеријине комедије Покондирена тиква, Зла жена, Женидба и удбада, Лажа и паралажа, Кир-Јања.
- Сремчеве Поп Ћира и поп Спира, Зона Замфирова, Ивкова слава.

Остали домаћи комади:
- Ђидо (Јанко Веселиновић и Драгомир Брзак),
- Подвала, Два цванцика (Милован Глишић),
- Коштана (Бора Станковић),
- Прст пред носом (Јожа Хорват),
- Вода са планине (Радомир Плаовић и Милан Ђоковић),
- Избирачица (Коста Трифковић),
- Засједе (Расим Филиповић),
- Дорћолска посла (Иилија Чича Станојевић),
- Снежана и седам патуљака (Војин Ђорђевић),
- Породица Бло (Љубинка Бобић),
- Два наредника (Н. Ћурковић),[5]
- Хасанагиница (Милан Огризовић),
- Станоје Главаш (Ђура Јакшић),
- Чвор (Петар Петровић Пеција),
- Мећава и Клупко ( Перо Будак),
- Наход Ненад (Борислав Михаиловић) – комад који је сам написао.
- Бајка о цару и пастиру (Бошко Трифуновић).

Од страних аутора режирао је на крушевачкој сцени, поред осталих и: 
- Женидбу (Гогољ),
- Тврдицу и Уображеног болесника (Молијер),
- Васју Железнову (Горки),
- Жита класају (Јуриј Мокров),
- Просидбу и Медведа (Чехов),
- Олују и Девојку без мираза (Александар Николајевич Островски).[1][4]